# Thomas Mongo
Pour les articles homonymes, voir Mongo.
Thomas Mongo, né en 1914 à Hegba (Bot-Makak) dans la Région du Centre et mort le 17 mars 1988 à Log-Bikoy, est un prélat catholique, premier évêque résidentiel camerounais, évêque de Douala de 1957 à 1973, puis évêque émérite de Douala.

## Biographie
Originaire de Nkong Ngada, il est ordonné prêtre le 24 février 1943. Le 21 novembre 1955, il est nommé évêque auxiliaire de Douala et évêque titulaire de Botriana (de), puis évêque de Douala le 5 juillet 1957, charge dont il démissionne le 29 août 1973.
En 1962-1965, il participe au concile Vatican II, de la 1re à la 4e session.

### Rôle dans la guerre d'indépendance camerounaise
En 1957, Pierre Messmer prend attache avec Mgr Thomas Mongo comme intermédiaire pour négocier avec Ruben Um Nyobé. Premier évêque titulaire africain de Douala et originaire de la région « Bassa », il apparait alors comme un intermédiaire possible entre la France et les indépendantistes de l'UPC. Une rencontre est organisée le 1er octobre, mais la tentative de médiation s'avère infructueuse.